# Panic! at the Disco
Panic! at the Disco was een Amerikaanse rockband uit Las Vegas, Nevada.

## Biografie
Panic! at the Disco werd onder de naam "Pat Salamander" opgericht door Ryan Ross en Spencer Smith. Ze speelden covers van Blink-182, met Brent Wilson en hun vriend Trevor. Later kwam ook zanger Brendon Urie bij de band. Vanaf 2016 was Urie het enige lid van de band. In januari 2023 kondigde Urie aan dat de band stopte, dit vanwege de zwangerschap van zijn vrouw en zijn aanstaande vaderschap.

### Debuut metA Fever You Can't Sweat Out(2005-2006)
In 2005 werd het debuutalbum A Fever You Can't Sweat Out uitgebracht. het album kwam in de Amerikaanse Billboard 200, doordat er ongeveer 800.000 cd's van waren verkocht. De eerste single The Only Difference Between Martyrdom and Suicide Is Press Coverage werd alleen in de Verenigde Staten als radiosingle uitgebracht. De band brak door met de single I Write Sins, Not Tragedies in 2006. In België en Nederland kreeg de band steun van TMF en MTV. Zo kreeg de tweede single But It's Better If You Do veel promotie, maar dit werd niet omgezet in lijstsucces. In de Verenigde Staten werden Lying Is the Most Fun a Girl Can Have Without Taking Her Clothes Off en Build God, Then We'll Talk nog uitgebracht, maar in Nederland bleef het aantal singles op twee staan.

### OpvolgerPretty. Odd.(2007-2008)
In december 2007 en januari 2008 bestond de website van het toenmalige Panic at the Disco uit raadsels en een kruiswoordpuzzel, wat speculaties rond het volgende album opriep. Op 9 januari 2008 verdween het uitroepteken in de bandnaam. Op diezelfde dag veranderde de lay-out van de officiële bandsite en was er een puzzel te zien met de woorden "Pretty Odd. 03:25:08"; Pretty. Odd. werd de titel van het nieuwe album. Het tweede album van de band kwam uit op 25/03/08; 25 maart 2008. Nine in the Afternoon (lead), That Green Gentleman (Things Have Changed) en Northern Downpour werden als singles gekozen.

### Vices and Virtues(2009-2011)
In 2009 werd bekend dat de band werkte aan een nieuw album. Mark Hoppus van Blink-182 werkte mee aan minstens één liedje van het nieuw album. Ook gingen ze samen met Fall Out Boy, Blink-182 en Chester French op een zomertour.
Op 6 juli 2009 werd via de officiële website van de band bekendgemaakt dat Ryan Ross (gitaar) en Jon Walker (bass) uit de band stapten. De overige twee leden, Urie en Smith, zijn wel doorgegaan met de band. 
De overgebleven bandleden meldden dat ze "tijdens het opruimen van hun oefenruimte" iets belangrijks hebben teruggevonden. Op 10 juli 2009 bleek dat ze het uitroepteken, wat eerder uit hun naam was verdwenen, bedoelden, en wordt de band weer hernoemd tot 'Panic! at the Disco'.
Op 29 juli maakte drummer Smith in een interview met MTV bekend dat Ian Crawford en Dallon Weekes tijdelijk aan de band worden toegevoegd.
Op 18 januari 2011 kondigde Panic! at the Disco dat er een derde album kwam in 2011. Het album heeft de titel Vices & Virtues en hun eerste single was The Ballad of Mona Lisa. Deze single kwam uit op 1 februari 2011. De opvolgers werden Ready To Go (Get Out Of My Mind) en Let's Kill Tonight.

### Too Weird To live, Too Rare To Die(2012-2013)
Op 8 oktober 2013 kwam er een nieuw album uit. Het was het laatste album met drummer Spencer Smith, en het eerste album met Dallon Weekes. De leadsingle is Miss Jackson, gevolgd door This Is Gospel en Girls/Girls/Boys. Brendon heeft ook een lied voor zijn vrouw geschreven: The End of All Things. In dit album is er vooral gebruikgemaakt van vocoder en synthesizer.

### Death of a Bachelor(2016-2017)
Op 15 januari 2016 is het nieuwe album van Panic! at the Disco uitgekomen getiteld : Death of a Bachelor. Dit album bevat 11 nieuwe nummers waaronder "Death of a Bachelor" , "Victorious", en "Emperor's New Clothes". De videoclip voor "Emperor's New Clothes" is een directe opvolging van de videoclip van het voorgaande nummer : "This Is Gospel", en laat zien wat er gebeurt nadat Urie in de vorige clip deze wereld verlaat.

### Pray for the Wicked(2018)
Brendon plaatste al een tijdje enkele hints voor een opkomend album, en op 21 maart stelde hij het album Pray for the Wicked voor. De eerste single is "Say Amen (Saturday Night)", waarvoor er meteen een videoclip online is gekomen. Ook de audio voor "(Fuck A) Silver Lining" werd dezelfde dag op YouTube geplaatst. "Say Amen (Saturday Night)" diende ook als een prequel van "This Is Gospel" en "Emperor's New Clothes". Het album, bestaande uit 11 liedjes, is uitgekomen op 21 juni 2018.
Op 22 september 2018 werd bekend dat tourlid Kenneth Harris niet langer zou optreden met de band vanwege persoonlijke problemen. Kenneth wordt namelijk verdacht van grensoverschrijdend gedrag bij enkele minderjarige fans, waarop de band besloot om hem niet langer mee te laten touren.

### Viva Las Vengeance(2022)
Panic! at the Disco's zevende studioalbum Viva Las Vengeance werd uitgebracht op 19 augustus 2022. Op 24 januari 2023 maakte Urie officieel bekend dat Panic! at the Disco zou stoppen na de afsluiting van de Viva Las Vengeance Tour op 10 maart van dat jaar.

## Genre
Sommigen rekenen de muziek tot emo en ook punk wordt genoemd. Daarnaast zijn er enkele techno-invloeden aanwezig. Volgens de bandleden maken ze 'gewoon rock' en de verwijzing naar emo vinden ze naar eigen zeggen "bullshit". Op het tweede album Pretty. Odd. zijn vooral invloeden van The Beatles te horen. Het elektronische geluid van het vorige album is hier niet op terug te vinden. In plaats daarvan zijn er vooral akoestische instrumenten te horen. Het album Too Weird To Live, Too Rare To Die bevat vooral synthpop.

## Formatie

### Voormalige leden
- Brendon Urie – zang, keyboard
- Ryan Ross – gitaar, achtergrondzang (2004–2009)
- Spencer Smith – drums (2004–2015)
- Brent Wilson – basgitaar (2004–2006)
- Jon Walker – basgitaar, achtergrondzang (2006–2009)
- Dallon Weekes – basgitaar, achtergrondzang (2010–2015; tourlid 2009–2010, 2015–2017)

### Voormalige tourleden
- Bartram Nason – cello, keyboard, drums (2006–2008)
- Eric Ronick – keyboard, achtergrondzang (2006–2008)
- Ian Crawford – gitaar, achtergrondzang (2009–2012)
- Kenneth Harris – gitaar, achtergrondzang (2013–2018)
- Dan Pawlovich – drums (2013–2023)
- Chris Bautista – trompet (2016–2023)
- Erm Navarro – trombone (2016–2023)
- Jesse Molloy – saxofoon (2016–2023)
- Nicole Row – basgitaar, achtergrondzang (2018–2023)
- Kiara Ana Perico – viool (2018–2023)
- Leah Metzler – cello (2018–2023)
- Mike Naran – gitaar, achtergrondzang (2018–2023)
- Desiree Hazley – viool (2018–2019)
- Michelle Shin – viool (2022–2023)
- Jake Sinclair – gitaar, achtergrondzang (2022–2023)
- Mike Viola – gitaar, achtergrondzang (2022–2023)
- Rachel White – gitaar, achtergrondzang (2022–2023)

## Discografie

### Albums
| Album met eventuele hitnotering(en) in de Nederlandse Album Top 100 | Datum van verschijnen | Datum van binnenkomst | Hoogste positie | Aantal weken | Opmerkingen      |
| ------------------------------------------------------------------- | --------------------- | --------------------- | --------------- | ------------ | ---------------- |
| A Fever You Can't Sweat Out                                         | 27-09-2005            | 01-07-2006            | 41              | 19           |                  |
| Live Sessions                                                       | 13-06-2006            | -                     |                 |              | iTunes Exclusive |
| Pretty. Odd.                                                        | 21-03-2008            | 29-03-2008            | 41              | 3            |                  |
| ...Live in Chicago                                                  | 02-12-2008            | -                     |                 |              |                  |
| Vices & Virtues                                                     | 18-03-2011            | 26-03-2011            | 76              | 1            |                  |
| iTunes Live                                                         | 27-09-2011            | -                     |                 |              |                  |
| Too Weird to Live, Too Rare to Die!                                 | 08-10-2013            | 12-10-2013            | 77              | 1            |                  |
| Death of a Bachelor                                                 | 15-01-2016            | 23-01-2016            | 14              | 23           |                  |
| Pray for the Wicked                                                 | 22-06-2018            | 30-06-2018            | 6               | 33           |                  |
| Viva Las Vengeance                                                  | 19-08-2022            | -                     |                 |              |                  |

| Album met hitnotering(en) in de Vlaamse Ultratop 200 albums | Datum van verschijnen | Datum van binnenkomst | Hoogste positie | Aantal weken | Opmerkingen |
| ----------------------------------------------------------- | --------------------- | --------------------- | --------------- | ------------ | ----------- |
| A Fever You Can't Sweat Out                                 | 27-09-2005            | 15-07-2006            | 43              | 21           |             |
| Pretty. Odd.                                                | 21-03-2008            | 29-03-2008            | 34              | 5            |             |
| Vices & Virtues                                             | 18-03-2011            | 02-04-2011            | 71              | 1            |             |
| Too Weird to Live, Too Rare to Die!                         | 08-10-2013            | 12-10-2013            | 79              | 4            |             |
| Death of a Bachelor                                         | 15-01-2016            | 23-01-2016            | 14              | 23           |             |
| Pray for the Wicked                                         | 22-06-2018            | 30-06-2018            | 10              | 50           |             |

### Singles
| Single met eventuele hitnotering(en) in de Nederlandse Top 40 | Datum van verschijnen | Datum van binnenkomst | Hoogste positie | Aantal weken | Opmerkingen                               |
| ------------------------------------------------------------- | --------------------- | --------------------- | --------------- | ------------ | ----------------------------------------- |
| I Write Sins Not Tragedies                                    | 2006                  | 08-07-2006            | 29              | 4            | Nr. 45 in de Single Top 100               |
| But It's Better If You Do                                     | 2006                  | 21-10-2006            | 32              | 4            | Nr. 89 in de Single Top 100               |
| Nine in the Afternoon                                         | 2008                  | 16-02-2008            | tip5            | -            | Nr. 86 in de Single Top 100               |
| High Hopes                                                    | 2018                  | 01-12-2018            | 2               | 23           | Nr. 5 in de Single Top 100 / Alarmschijf  |
| Hey Look Ma, I Made It                                        | 2018                  | 06-04-2019            | 20              | 13           | Nr. 68 in de Single Top 100 / Alarmschijf |

| Single met hitnotering(en) in de Vlaamse Ultratop 50 | Datum van verschijnen | Datum van binnenkomst | Hoogste positie | Aantal weken | Opmerkingen |
| ---------------------------------------------------- | --------------------- | --------------------- | --------------- | ------------ | ----------- |
| I Write Sins Not Tragedies                           | 2006                  | 19-08-2006            | tip12           | -            |             |
| Nine in the Afternoon                                | 2008                  | 22-03-2008            | tip4            | -            |             |
| Don't Threaten Me with a Good Time                   | 2011                  | 18-06-2016            | tip             | -            |             |
| High Hopes                                           | 2018                  | 27-10-2018            | 2               | 36           |             |
| Hey Look Ma, I Made It                               | 2019                  | 06-04-2019            | tip6            | -            |             |
| Into the Unknown                                     | 2019                  | 30-11-2019            | tip             | -            |             |

### NPO Radio 2 Top 2000
| Nummers met noteringen in de NPO Radio 2 Top 2000 | '19 | '20  | '21  |
| ------------------------------------------------- | --- | ---- | ---- |
| High Hopes                                        | 884 | 1440 | 1958 |
| I Write Sins Not Tragedies                        | -   | 1873 | 1985 |

1. ↑  Een '-' betekent dat het nummer niet was genoteerd en een vetgedrukt getal geeft de hoogste notering van een nummer aan.
2. ↑  2019 was het eerste jaar met een notering voor Panic! at the Disco.
3. ↑  Deze tabel is bijgewerkt tot en met de laatste editie (2024).